# وزنه‌برداری در بازی‌های آسیایی ۲۰۱۸
وزنه‌برداری یکی از ورزش‌های بازی‌های آسیایی ۲۰۱۸ است که از ۲۰ تا ۲۷ اوت ۲۰۱۸ برگزار شده‌است.
این مسابقات در دو بخش زنان و مردان در جاکارتا اینترنشیونال اکسپو، جاکارتا، اندونزی انجام شده‌است.

## خلاصه مدال‌ها

### جدول مدال‌ها
| ۱     | کره شمالی | ۸  | ۱  | ۱  | ۱۰ |
| ۲     | ایران     | ۲  | ۱  | ۱  | ۴  |
| ۳     | ازبکستان  | ۱  | ۲  | ۲  | ۵  |
| ۴     | اندونزی   | ۱  | ۱  | ۱  | ۳  |
| ۵     | عراق      | ۱  | ۱  | ۰  | ۲  |
| ۵     | چین تایپه | ۱  | ۱  | ۰  | ۲  |
| ۷     | فیلیپین   | ۱  | ۰  | ۰  | ۱  |
| ۸     | کره جنوبی | ۰  | ۳  | ۲  | ۵  |
| ۹     | ویتنام    | ۰  | ۲  | ۰  | ۲  |
| ۱۰    | تایلند    | ۰  | ۱  | ۶  | ۷  |
| ۱۱    | قطر       | ۰  | ۱  | ۰  | ۱  |
| ۱۱    | ترکمنستان | ۰  | ۱  | ۰  | ۱  |
| ۱۳    | ژاپن      | ۰  | ۰  | ۱  | ۱  |
| ۱۳    | قرقیزستان | ۰  | ۰  | ۱  | ۱  |
| مجموع | مجموع     | ۱۵ | ۱۵ | ۱۵ | ۴۵ |

### مدال‌آوران

#### مردان
| رویداد       | طلا                        | نقره                      | برنز                       |
| ۵۶ کیلوگرم   | ام یون-چول · کره شمالی     | تواک کیم توآن · ویتنام    | سارحمت ویجویو · اندونزی    |
| ۶۲ کیلوگرم   | اکو یولی ایراوان · اندونزی | ترین وان وین · ویتنام     | آدخامجون ارگاشف · ازبکستان |
| ۶۹ کیلوگرم   | او کانگ-چول · کره شمالی    | دوستون یوکابوف · ازبکستان | عزت آرتیکوف · قرقیزستان    |
| ۷۷ کیلوگرم   | چوئه جون-وی · کره شمالی    | کیم وو-جائه · کره جنوبی   | چیناوونگ چاتو فوم · تایلند |
| ۸۵ کیلوگرم   | صفا الجمیلی · عراق         | جانگ یئون-هاک · کره جنوبی | جون میونگ-سونگ · کره شمالی |
| ۹۴ کیلوگرم   | سهراب مرادی · ایران        | فارس ابراهیم · قطر        | سارات سامپرادیت · تایلند   |
| ۱۰۵ کیلوگرم  | روسلان نورودینف · ازبکستان | سلوان جاسم · عراق         | علی هاشمی · ایران          |
| ۱۰۵+ کیلوگرم | بهداد سلیمی · ایران        | سعید علی‌حسینی · ایران     | رستم دجانگابائف · ازبکستان |

#### زنان
| رویداد      | طلا                       | نقره                            | برنز                         |
| ۴۸ کیلوگرم  | Ri Song-gum · کره شمالی   | سری واهیونی آگوستیانی · اندونزی | Thunya Sukcharoen · تایلند   |
| ۵۳ کیلوگرم  | هیدیلین دیاز · فیلیپین    | کریستینا شرمتووا · ترکمنستان    | Surodchana Khambao · تایلند  |
| ۵۸ کیلوگرم  | کو سینگ چوِن · چین تایپه   | سوکانیا سریسورات · تایلند       | میکیکو آندو · ژاپن           |
| ۶۳ کیلوگرم  | Kim Hyo-sim · کره شمالی   | چو هیو-سیم · کره شمالی          | Rattanawan Wamalun · تایلند  |
| ۶۹ کیلوگرم  | Rim Un-sim · کره شمالی    | Hung Wan-ting · چین تایپه       | Mun Yu-ra · کره جنوبی        |
| ۷۵ کیلوگرم  | ریم جونگ-سیم · کره شمالی  | Omadoy Otakuziyeva · ازبکستان   | Mun Min-hee · کره جنوبی      |
| ۷۵+ کیلوگرم | کیم کوک هیانگ · کره شمالی | Son Young-hee · کره جنوبی       | Duangaksorn Chaidee · تایلند |

## لینک
- بازی‌های آسیایی ۲۰۱۸